# 1881 Shao
1881 Shao eller 1940 PC är en asteroid i huvudbältet, som upptäcktes 3 augusti 1940 av den tyske astronomen Karl Wilhelm Reinmuth i Heidelberg. Den har fått sitt namn efter Cheng-yuan Shao.
Asteroiden har en diameter på ungefär 24 kilometer.